# Diestostemma morosum
Diestostemma morosum är en insektsart som först beskrevs av Melichar 1924.  Diestostemma morosum ingår i släktet Diestostemma och familjen dvärgstritar.
Artens utbredningsområde är Bolivia. Inga underarter finns listade i Catalogue of Life.